# Сазлийка
Сазлийка, официално Ракитница (до 29 юни 1942 г. Сазлийка, Съзлийка, Сазлийска, Сютлийка, до 5 януари 1946 г. Ракитница, до 1 февруари 1989 г. Сазлийка) е река в Южна България – Област Стара Загора, общини Стара Загора, Раднево и Гълъбово и област Хасково, община Симеоновград, ляв приток на река Марица. Дължината ѝ е 145 km, която ѝ отрежда 16-о място сред реките на България. Река Сазлийка е 5-а по дължина река във водосборния басейн на Марица след Тунджа, Арда, Ергене и Тополница. Името на реката произлиза от турското наименование на растението папур (typha) – „саз“

## Географска характеристика

### Извор, течение, устие
Река Сазлийка извира на 651 m н.в. под името Топлиците на 1,5 km югозападно от връх Руя (812 m) в Сърнена Средна гора. До село Казанка тече на юг, след което завива на изток под името Казанска река. След село Старозагорски бани постепенно завива на юг и югозапад, а след притока си Чаталка – на югоизток и при селата Лясково и Ракитница навлиза в Горнотракийската низина. От село Казанка, през село Лясково до село Ракитница протича в дълбока и залесена долина. По цялото си протежение в Горнотракийската низина коритото на реката е коригирано с водозащитни диги. След село Арнаутито реката поема в източна посока, след село Сърнево – югоизточна, а след град Раднево – южна. Влива се отляво в река Марица на 78 m н.в., на 1,7 km източно от град Симеоновград.

### Водосборен басейн, притоци
Площта на водосборния басейн на Сазлийка е 3239 km2, което представлява 6,1% от водосборния басейн на Марица, а границите на басейна ѝ са следните:
- на запад и югозапад – с водосборните басейни на реките: Омуровска река, Текирска река, Мартинка и Арпадере, леви притоци на Марица;
- на север и изток – с водосборния басейн на река Тунджа.

Основни притоци: → ляв приток, ← десен приток
- ← Рашевска река
- ← Османска река
- → Баньовите лъки
- → Аладжика
- → Касиврийско дере
- → Водичката
- ← Сулуджак
- ← Чаталка
- → Азмака
- → Бедечка
- → Коленска река
- ← Хамамдере
- → Тузлата
- → Кумруджа
- → Блатница
- ← Дундарлия (Дунда)
- ← Батканлийска река
- ← Курудере
- → Овчарица (най-голям приток)
- ← Еледжик
- ← Мандаджика
- ← Джелепска
- ← Каменна речка
- ← Юрукова речка
- → Соколица
- → Кюпрюдере
- → Садъкдере
- → Стамбулдере
- ← Мусачка река
- → Главанска река (Луда Яна)

### Хидрографски показатели
Речният режим на подхранване е с плувиален характер, което определя ясно изразен пролетен максимум на оттока – януари-април, а минимумът – юли-октомври. Среден годишен отток при град Гълъбово 18 m3/s. На места по нейното течение са се образували типични крайречни гори от топола и върба.

## Селища
По течението на реката са разположени 16 населени места, в т.ч. 2 града и 14 села:
- Област Стара Загора

- Община Стара Загора – Казанка, Старозагорски бани, Лясково, Ракитница, Арнаутито, Калояновец, Бъдеще;
- Община Раднево – Коларово, Боздуганово, Диня, Тополяне, Раднево, Бели бряг, Любеново;
- Община Гълъбово – Гълъбово;

- Област Хасково

- Община Симеоновград – Навъсен

## Стопанско значение
По течението на реката няма изградени язовири, но в Горнотракийската низина водите ѝ се използват за напояване и промишлено водоснабдяване.
По долината на реката на протежение от 31,1 km, между Раднево и Симеоновград преминава участък от третокласен път № 554 Нова Загора – Раднево – Харманли
В същия участък по долината на реката е прокарано и трасето на жп линията Нова Загора – Симеоновград (една от най-старите жп линии в България, изградено още преди 1878 г.).

## Други
На Съзлийка е наречена улица в квартал „Сухата река“ в София (Карта).

## Топографска карта
- Лист от карта K-35-51. Мащаб: 1 : 100 000.
- Лист от карта K-35-52. Мащаб: 1 : 100 000.
- Лист от карта K-35-64. Мащаб: 1 : 100 000.

## Галерия
- Река Сазлийка южно от село Калояновец
- Река Сазлийка преди село Елхово
- Река Сазлийка в село Ракитница